# Bernhard Dietsche

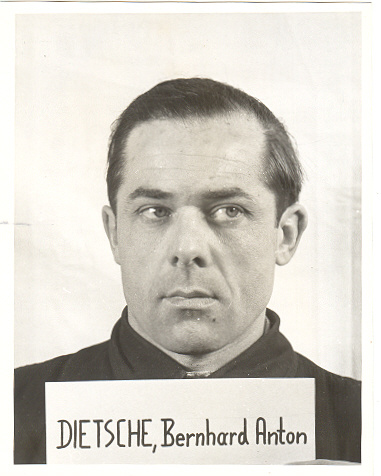
Bernhard Dietsche während der Nürnberger Prozesse

Bernhard Dietsche (geboren 3. Februar 1912 in Singen (Hohentwiel); gestorben 28. Januar 1975 in Kaiserslautern) war ein deutscher SS-Angehöriger und Soldat der Waffen-SS.

## Leben
Bernhard Dietsche war der Sohn eines Bahnbeamten, der nach Ravensburg versetzt wurde. Er besuchte dort die Oberrealschule und engagierte sich als Jugendlicher im katholischen Schülerbund Quickborn. Über die Scharnhorst-Jugend kam er zum Jungstahlhelm und trat 1931 der SS (SS-Nummer 13.578) bei. 1931 hielt er auf dem Ravensburger Rutenfest eine Rede. Nach seinem Eintritt in die NSDAP zum 1. Dezember desselben Jahres (Mitgliedsnummer 760.267) zahlte er nach wenigen Monaten keine Beiträge mehr und wurde gestrichen.
Nach dem Abitur leistete er unter den Bedingungen der Massenarbeitslosigkeit zunächst freiwilligen Arbeitsdienst. Nach der Machtergreifung 1933 wurde er drei Monate als Hilfspolizist im öffentlichen Dienst beschäftigt. Im Juni 1933 wurde er hauptberuflich in die SS-Verfügungstruppe „Württemberg“ in Reutlingen aufgenommen. Im April 1934 wurde er an die SS-Junkerschule Bad Tölz versetzt und absolvierte dort ab 1936 eine Offiziersausbildung, die er 1937 mit einem Zugführerlehrgang im KZ Dachau abschloss. Zum 1. Mai 1937 trat er erneut der NSDAP bei (Mitgliedsnummer 5.274.533). 1939 heiratete er in Ravensburg, sie hatten zwei Kinder. Dietsche wurde Mitglied des Lebensborn-Vereins.
Dietsche war mit der SS-Standarte „Germania“ 1938 bei der Besetzung des Sudetenlandes und 1939 bei der Zerschlagung der Tschechoslowakei eingesetzt und nach dem deutschen Überfall auf Polen 1939 bereits Kompanieführer. Beim Angriff auf die Sowjetunion 1941 war er SS-Hauptsturmführer im SS-Panzerregiment 10 „Westland“ der SS-Division „Wiking“. Er wurde zweimal verwundet. Dietsche wurde ab 1942 als Bataillonskommandeur in der SS-Division „Prinz Eugen“ bei der Partisanenbekämpfung auf dem Balkan eingesetzt und Anfang 1943 zum SS-Sturmbannführer befördert. Im Juli 1943 wurde er mit dem Ritterkreuz des Eisernen Kreuzes ausgezeichnet.
Laut einem beim Nürnberger Prozess gegen die Hauptkriegsverbrecher vorgelegten Dokument führte er in Dalmatien mit seiner Einheit am 27. März 1944 ein Massaker und eine Plünderung mit 834 Toten und 500 abgebrannten Häusern in den Dörfern Otok, Cornji, Ruda und Dolac Dolnji durch. Da die Aktionen der SS-Division auf dem Gebiet des Unabhängigen Staats Kroatien stattgefunden hatten, kam es zu einer diplomatischen Krise zwischen dem Deutschen Reich und dem verbündeten Ustascha-Regime.
Dietsche wurde aus gesundheitlichen Gründen aus der kämpfenden Truppe zurück an die SS-Junkerschule versetzt, an der er seine SS-Laufbahn begonnen hatte, und bei der Aufstellung der SS-Division „Skanderbeg“ durch August Schmidhuber als Kommandeur ersetzt. Kurz vor Kriegsende wurde er noch zum Kommandeur der Junkerschule ernannt und als SS-Obersturmbannführer in der 38. SS-Grenadier-Division „Nibelungen“ eingesetzt.
Dietsche wurde mit allen Insignien der SS ausgezeichnet: Totenkopfring, Ehrendegen, Ehrenwinkel der Alten Kämpfer und einen Julleuchter als persönliches Geschenk Heinrich Himmlers.
Dietsche geriet in US-amerikanische Kriegsgefangenschaft, aus der er im Juli 1947 entlassen wurde. In der Vorbereitung des Prozesses wegen der Kriegsverbrechen in Südosteuropa war er für sechs Monate im Zeugengefängnis Nürnberg inhaftiert, das überkommene Vernehmungsprotokoll bezieht sich aber nur auf Endphaseverbrechen gegen Angehörige der US-Army in Deutschland. Dietsche war danach bis Juni 1948 in Internierungshaft in den Lagern Kornwestheim, Hohenasperg, Landau und schließlich Ludwigsburg.
Die Spruchkammer Ludwigsburg nahm keine Kenntnis von den Protokollen der Nürnberger Prozesse und urteilte aus den vorliegenden Persilscheinen, dass man Dietsche im Unterschied zu einigen anderen SS-Angehörigen keine Gräueltaten zutrauen könne. Dietsche wurde als Belasteter zu 500 Tagen Sonderarbeit, 15 % Vermögenseinzug und fünf Jahren Berufseinschränkungen verurteilt, was auch von der Berufungskammer im Januar 1949 bestätigt wurde. Im Juni 1949 wurde das Tätigkeitsverbot teilweise aufgehoben, und er konnte als Fußpfleger seinen Lebensunterhalt bestreiten.